# デコチャリ
デコチャリとは、デコトラをまねて装飾した自転車（チャリンコ）のことである。デコレーション・チャリンコの略とされる。後述のとおりデコトラをまねたものであり、一般的にデコレーション（装飾）した自転車を示す言葉ではない。

## 概要
1970年代にブームとなったフラッシャー付の自転車（少年用スポーツサイクル）とは全くの別物。トラックを模した荷台には車用バッテリーを搭載し、夜に電飾を点灯させたり、エアホーンなどの電装品を使うこともできる。現在のデコチャリの大半は自走可能である。
ただ、ふだんの生活の「足」となっている車両は少なく、大半がイベント専用車である。装飾に関してもただ反射板などで派手に飾るわけではなく、トラック用品や自作の大型パーツをセンス良く配置することが前提である。
パーツなどは、手作りのものが多いが板金屋や本物のデコトラを製作しているショップなどに製作を依頼する場合もある。
自転車に暴走族まがいの装飾や改造をしたり、単にウインカーやブレーキランプ、LEDなどの電飾類のみを装備している自転車は本来のデコチャリとは全くの別ジャンルであり、それらの自転車は一般的に改チャリと呼ばれることがある。また、「BRIDGESTONE」や「Castrol」など、レースカーのようなステッカーを貼っているものや、クラクション、バイク用もしくは車用シートを搭載したものも別ジャンルである。また、アニメのロゴやキャラの絵を貼ったものは痛チャリと呼ばれる。
東映映画『トラック野郎・望郷一番星』（シリーズ3作目・1976年）のオープニングでも、デコチャリが映し出されている。